# Насадження дуба
Насадження дуба — ботанічна пам'ятка природи місцевого значення. Об'єкт розташований на території Черкаського району Черкаської області, квартал 22 виділ 6 Софіївського лісництва.
Площа — 2 га, статус отриманий у 1995 році.